# شعب ثوبان (المخادر)

تعديل مصدري - تعديل

شعب ثوبان محلة تابعة لقرية الخضراء، التابعة لعزلة بني سرحة بمديرية المخادر إحدى مديريات محافظة إب في الجمهورية اليمنية، بلغ تعداد سكانها 65 حسب تعداد اليمن لعام 2004.